# Linda Mallari
Linda Mallari est une chanteuse et guitariste américaine née à Woonsocket. Elle est principalement connue pour avoir formé, dans les années 1990, le groupe The Martinis, avec son mari, Joey Santiago, guitariste des Pixies.
Au début des années 1980, elle étudie le piano et le chant à l'Emerson College. Durant cette période, elle rencontre Joey Santiago avec qui elle va se marier. Alors que les Pixies se forment, elle propose ses services pour faire les chœurs, mais l'idée est abandonnée sous prétexte qu'il y a déjà une voix féminine avec Kim Deal.
Après la séparation des Pixies en 1993, Joey Santiago et elle lancent officiellement The Martinis. En 2004, ils sortent leur unique album studio intitulé Smitten. Depuis, le groupe semble séparé bien qu'aucune annonce n'ait été faite. Joey Santiago et Linda Mallari ont divorcé en 2014. Ensemble, ils ont eu deux enfants.